# Gebrauchsspurenanalyse
Mit Hilfe der Gebrauchsspurenanalyse werden, seit Sergeĭ Aristarkhovich Semenov (1898–1978) 1957 in „Prähistorische Technologie“ die theoretischen Voraussetzungen schuf und Lawrence H. Keeley (1948–2017) ein Verfahren für ihre Untersuchung einführte, funktionale Untersuchungen an prähistorischen Feuersteingeräten vorgenommen.
Das Interesse an der Gebrauchsspurenuntersuchung an Feuersteingeräten ist ständig gewachsen. Da die Methode die nur bei starker Vergrößerung sichtbaren so genannten Mikropolituren einbezieht, wird der so genannten „high power approach“ (HPA Mikroskopie bei starken Vergrößerungen) die „low power approach“ (geringe Vergrößerung) gegenübergestellt, die von George Odell und anderen durchgeführt wurde.
Die Gebrauchsspurenanalyse reicht von der Beobachtung mit bloßem Auge über die Untersuchung mittels Mikroskop bis zur gelegentlichen Anwendung des Rasterelektronenmikroskops. Die Beobachtungsebene hängt von den Merkmalsausprägungen ab. Die durch den Gebrauch entstandenen Veränderungen an Kanten und Oberflächen von Feuersteingeräten betreffen drei Kennzeichen:
- 1. Kantenaussplitterungen und -verrundungen,
- 2. Schrammen
- 3. Polituren.

## Kantenaussplitterungen und -verrundungen
Kantenaussplitterungen und -verrundungen werden mittels Stereomikroskops bei Vergrößerungen unter 100× untersucht. Form und Verteilungsmuster der Aussplitterungen haben diagnostischen Wert in Bezug auf Verwendung und Härte des bearbeiteten Materials. Experimente haben jedoch gezeigt, dass es schwierig ist, die durch bewussten Gebrauch entstandenen Spuren von Beschädigungen zu trennen, die durch Retuschierung, Nachschärfung und nach der Einbettung im Sediment entstanden sind. Daneben führen nicht alle Benutzungsformen zu Kantenaussplitterungen oder -verrundungen.

## Schrammen
Schrammen sind Rillen oder Kratzer unterschiedlicher Stärke. Einige kann man mit bloßem Auge erkennen, andere sind nur bei starker Vergrößerung sichtbar. Es wird angenommen, dass Schrammen durch die schleifende Wirkung von ausgesplitterten Partikeln und/oder Schmutz verursacht werden. Sie können ein weites Spektrum an Prozessen einschließlich natürlicher Phänomene widerspiegeln. Sie sind nur dann als Ergebnis einer bewussten Arbeit anzusehen, wenn sie von weiteren Gebrauchsspuren begleitet werden. Sie sind dann aber ein Hinweis auf die Bewegungsrichtung der Werkzeugkante während des Gebrauchs.

## Mikropolituren
Mikropolituren sind Oberflächenveränderungen beim Kontakt mit anderen Materialien. Starke Politurausbildungen wie der bekannte „Sichelglanz“ sind bereits vor 100 Jahren erkannt worden. Lawrence Keeley beobachtete als Erster, dass Mikropolituren, bei 100–400-facher Vergrößerung, oft bezüglich ihrer Morphologie und Textur Variationen aufweisen, die typisch sind für bestimmte bearbeitete Materialien, z. B. Holz, Pflanzen, Fleisch, Knochen/Geweih, Fell und Stein. Seine Methode basierte auf experimentell hergestellten und benutzten Feuersteinwerkzeugkanten. Die Analysen an Serien von Werkzeugen belegten dann, dass die Untersuchungen sogar an sehr altem archäologischem Material Ergebnisse bringen.